# Loma Prieta
Loma Prieta — американская хардкор-панк-группа, образованная в 2005 году. Группа базируется в Сан-Франциско, штат Калифорния. Коллектив был назван в честь землетрясения Лома-Приета, произошедшего в 1989 году. Большая часть раннего материала группы была выпущена на их собственном лейбле Discos Huelga. Loma Prieta выступали с концертами в США, Мексике, Канаде, Европе и Японии. Участники группы выступают вместе с коллективом Punch. Их часто мрачная и эмоционально насыщенная музыка сочетает в себе ряд стилей, наиболее заметными из которых являются скримо и пауэрвайоленс.
В июне 2011 года Loma Prieta с продюсером Джеком Ширли записали материал для своего четвёртого студийного альбома. В октябре 2011 года было объявлено о подписании контракта с Deathwish Inc., и уже 17 января 2012 года группа выпустила свой четвёртый студийный альбом под названием I.V. на новом лейбле. Альбом получил положительные отзывы от Alternative Press и Exclaim!. В поддержку I.V. были выпущены два клипа на песни «Fly by Night» и «Trilogy 4 — Momentary». В январе 2012 года Loma Prieta отправились в тур по Новой Зеландии и Австралии, в марте 2012 года — по США с Birds in Row, а в апреле 2012 года — по Северной Америке с Converge и Git Some. В 2013 году группа записала и выпустила сплит с Raein.
2 октября 2015 года Loma Prieta выпустили свой пятый полноформатный студийный альбом под названием Self Portrait. Альбом описывался как более «прямолинейный» и оптимистичный в лирическом плане, в отличие от более «туманных» и злых предыдущих альбомов, а в звуковом плане Loma Prieta добавила больше мелодий, сохранив при этом тот же уровень жёсткости. Для продвижения альбома группа выпустила сингл на открывающий трек «Love» с эксклюзивным би-сайдом под названием «Trilogy 0 (Debris)». Кроме того, в сентябре 2015 года они выпустили клип на песню «Love».

## Состав

### Нынешний состав
- Sean Leary — гитара, вокал (2005—н. в.)
- Brian Kanagaki — гитара, вокал (2008—н.в.)
- Val Saucedo — ударные (2005—н.в.)
- James Siboni — бас-гитара (?—н.в.)

### Бывшие участники
- Derrick Chao — гитара (2005—2009)
- David Fung — гитара, вокал (2005—2007)
- Jake Spek — бас-гитара (2011—2014)

## Дискография

### Студийные альбомы
- Last City (2008)
- Dark Mountain (2009)
- Life/Less (2010)
- I.V. (2012)
- Self Portrait (2015)

### EP
- Our LP Is Your EP (2006)
- Matrimony (2007)
- Loma Prieta/Raein (сплит с Raein) (2013)

### Синглы
- «Love»/«Trilogy 0 (Debris)» (2015)
- «Continuum»/«Fate» (2020)

### Клипы
- «Trilogy 4 'Momentary'» (2011)
- «Fly by Night» (2012)
- «Love» (2015)